# Magelhaenscholekster
De magelhaenscholekster (Haematopus leucopodus) is een vogel uit de familie van scholeksters (Haematopodidae).

## Verspreiding en leefgebied
Deze soort komt voor van het zuidelijke deel van Chili en Argentinië tot Kaap Hoorn en de Falklandeilanden.